# Chajsan
Chajsan (mongolsky Хайсан; čínsky pchin-jinem Hǎishān, znaky 海山; 4. srpna 1281 – 27. ledna 1311), byl od roku 1307 třetím císařem říše Jüan a sedmým velikým chánem mongolské říše s titulem Külüg-chán (mongolsky Хөлөг хаан).

## Mládí
Chajsan byl druhý syn Chubilajova vnuka Darmabaly a Targi z kmene Chongiratů, měl mladšího bratra Ajurbarwadu. Roku 1299 byl poslán do Mongolska převzít armádu a bránit západní hranici říše Jüan proti Chajduovi, vládci středoasijských ulusů, který si nárokoval hodnost velikého chána a vládu nad Mongolskem i Čínou. Roku 1301 zastavil vítěznou bitvou Chajduovo tažení v Mongolsku. Na ústupu Chajdua porazila další jüanská armáda a patrně na utrpěná zranění Chajdu zemřel. Za odměnu roku 1304 Chajsan obdržel titul knížete z Chuaj-ning (懷寧王).
Když se Chajduův nástupce Čapar dostal do konfliktu s Duvou, chánem Čagatajova ulusu, jüanský císař Temür vyslal Chajsana s armádou na pomoc Duvovi. Roku 1306 si Chajsan podrobil Melik Temüra, syna Arik-buky, a zatlačil Čapara na západ. Těmito úspěchy získal reputaci úspěšného vojevůdce. Jelikož jeho strýc císař Temür neměl mužského dědice, byl Chajsan vážný kandidát na trůn.
Začátkem roku 1307 císař Temür zemřel. Chajsan se vrátil ze západu do Karakorumu a vyčkával. Temürova vdova Bulugan z kmene Bajaudů se stala regentkou a postavila se proti Darmabalovým synům, jejichž matka pocházela z kmene Chongiratů. Místo nich prosazovala vlastního kandidáta – Anandu, knížete z An-si a syna Mangaly, syna Chubilaje. Ananda byl muslim, velel armádě v provincii Kan-su. Podpořila ho i část úředníků Ústředního sekretariátu v čele s hlavním poradcem po levici Achutajem.
Proti nim se postavili hlavní poradce po pravici Hargasun, Čagatajův potomek Tura a Tolujův potomek Jachutu, kteří prosazovali Chajsana a Ajurbarwadu. Ajurbarwada odjel ze svého údělu v Che-nanu a začátkem dubna dorazil do Chánbalyku. S vojskem poskytnutým Hargasunem provedl 4. dubna státní převrat – zabil Achutaje a uvěznil Anandu i císařovnu. Poté Chajsan přitáhl z Karakorumu s třicetitisícovou armádou. Jejich matka Targi zprostředkovala dohodu, podle které Ajurbarwada odevzdal moc v metropoli Chajsanovi za slib, že se stane následníkem trůnu. Ananda a Buluchan byli popraveni.
Chajsan se formálně stal císařem a velikým chánem na churalu v Šang-tu 21. června 1307. Ajurbarwada byl jmenován korunním princem s tím, že jeho nástupcem bude Chajsanův syn.

## Vláda

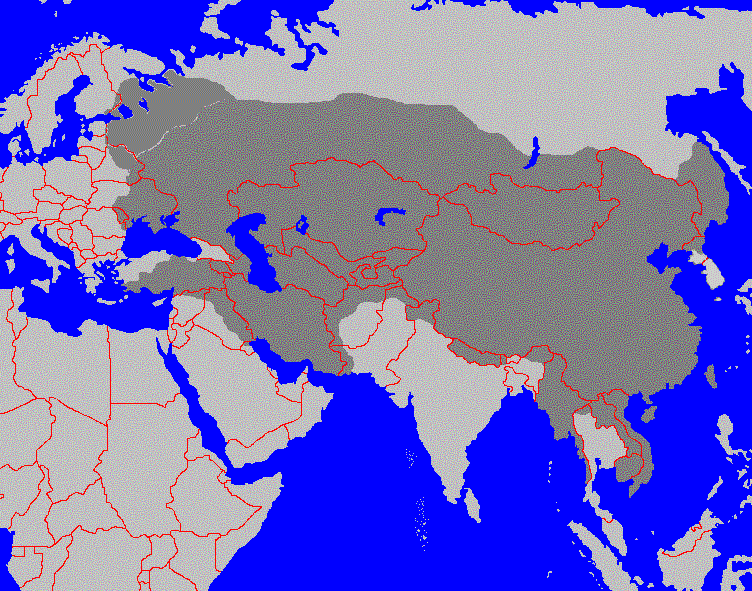
Mongolská říše včetně závislých území, rok 1311.

Politická linie za jeho vlády kolísala mezi vlivem císaře, jeho bratra a následníka trůnu Ajurbarwady a jejich matky Targi, podporované chongiratskou klikou. Přestože s Ajurbarwadou sdílel učitele – konfuciánského učence Li Menga, v kontrastu s bratrem ho konfuciánské ideje ovlivnily jen málo. Prokonfuciánského hlavního poradce Hargasuna, navzdory velkým zásluhám na jeho nastolení, jmenoval hlavním poradcem zleva v provincii Lin-pej (tedy v Mongolsku). Ve vládě se obklopil věrnými veliteli, kteří před rokem 1307 sloužili v jeho armádě v Mongolsku. Naopak chongiratská klika, která zorganizovala puč proti Buluchan, z přízně císaře nijak výrazně netěžila. A Tura byl dokonce za neopatrné řeči pronesené ve vzteku dohnán ke smrti.
Chajsan rozdával tituly a peníze členům císařského rodu i mongolské elitě a těšil se z následné popularity. Zavrhl nepsané pravidlo, že nejvyšší titul knížete mohou mít jen Chubilajovi potomci a uděloval jej nejen dalším Čingisovcům, ale i nečlenům rodu. Hodnosti, ministerské tituly a odměny byly udělovány císařovým oblíbencům – hercům, ale i buddhistickým a taoistickým mnichům. Navzdory protestům ústředního sekretariátu byly jmenovány stovky nadbytečných úředníků. Např. ve výboru pro vojenské záležitosti vzrostl počet vedoucích úředníků z původních 6 v Chubilajových dobách na 32. Přirozeným následkem této bezstarostné politiky bylo deficitní hospodaření státu a rychlý úbytek rezerv.
Ve snaze o snížení nákladů na administrativu nakonec roku 1307 přikázal snížit počet úředníků na úroveň stanovenou jeho předchůdcem Temürem, nadpočetní úředníci měli být propuštěni. Snížení ovšem bylo minimální, jak sám konstatoval o dva roky později. A tak v obou metropolích – Chánbalyku a Šang-tu – postavil nejen nové paláce pro sebe, ale i nové budovy pro úředníky.
Roku 1308 potvrdil ve funkci nového korejského krále. Téhož roku se mu poddal Čapar, hlava Ögedejova ulusu, čímž definitivně zmizela hrozba stabilitě říše ze strany středoasijských chanátů. Za jeho vlády také místní velitelé v Mandžusku dokončili podrobení Sachalinu, když roku 1308 přinutili místní kmeny Ainu uznat nadvládu říše Jüan.
Turův syn Kokeču roku 1310 zorganizoval spiknutí proti císaři s podporou některých lámů, po odhalení byli lámové popraveni a Kokeču poslán do Koreje. Ze spiknutí byl obviněn a popraven i velitel císařské stráže Arslan.
Chajsan protežoval buddhismus. Velké prostředky věnoval na výstavbu buddhistických chrámů v Chánbalyku a Šang-tu. Vydal zákon trestající napadení buddhistického mnicha vyříznutím jazyka, který později Ajurbarwada zrušil jako nepřiměřený. Na druhou stranu byl Chajsan první císař, který zrušil osvobození buddhistických a taoistických mnichů od pozemkové daně.
Ve snaze o ozdravění finanční situace státu zreorganizoval administrativu – založil „sekretariát státních záležitostí“ (šang-šu-šeng, 尚書省) do kterého soustředil finanční správu říše.
Do jeho čela postavil Ujgura Togtu, svého starého stoupence. Novému orgánu podřídil i provinční úřady, dosud pobočky ústředního sekretariátu, zamýšlel tím zesílit kontrolu nad státním monopolem na prodej soli a dalšího zboží.
Sekretariát státních záležitostí od roku 1309 energicky zvyšoval příjmy státu. Cena licencí na prodej soli vzrostla během Chajsanovy vlády o 35 %. Vláda zrušila zákaz výroby lihovin a zdanila jejich produkci. Zavedla 2% přirážku k pozemkové dani pro bohaté rodiny Ťiang-nanu. Ve snaze o stabilizaci cen rýže vystavěla po říši sýpky a výrazně zvýšila množství rýže dopravované po moři z povodí Jang-c’-ťiang na sever – až na 2,9 miliónů š' roku 1310.
Snahy o redukci státních výdajů nebyly zdaleka tak úspěšné. Omezily se na mírné omezení počtu vedoucích úředníků v ústředním sekretariátu, vojenském výboru, kontrolním a dopravním úřadu.
Roku 1309 vláda vydala nové státovky, tzv. č'-ta-jin-čchao (至大銀鈔) nahrazující dosavadní emisi (č'-jüan-čchao, 至元鈔), která ztrácela hodnotu. Staré peníze byly vyměňovány v poměru 5:1. I nová papírová měna rychle oslabovala. Posléze císař rozhodl o návratu k měděným mincím, které byly uvedeny do oběhu roku 1310. Nicméně kvůli krátkosti jeho vlády neměla jeho finanční politika zamýšlený účinek. Jeho nástupce ji zrušil i se sekretariátem státních záležitostí.

## Úmrtí
Chajsan zemřel náhle, 27. ledna 1311, po vládě netrvající ani čtyři roky. Neprodleně po jeho smrti a nástupu Ajurbarwady na trůn se nespokojená chongiratská klika vedená Targi chopila moci a provedla čistku mezi vládními a dvorskými hodnostáři. Nová vláda ignorovala i slib o jmenování Chajsanova syna následníkem Ajurbarwady. Chajsanovi synové – Chošila a Tug Temür – byli posláni do provincií. Prochajsanovští generálové se poté drželi v pozadí, dokud se jim roku 1328 nepodařilo dosadit Tug Temüra na trůn.